# Rejdiči
Rejdiči jsou skupinou plemen holuba domácího, která byla původně vyšlechtěna pro vytrvalý či akrobatický let v hejnu. Obecně se jedná o holuby menšího vzrůstu, rozmanitých forem. Mezi současnými plemeny rejdičů se vyskytují jak vynikající letci sportovních chovů, tak plemena, která se šlechtí především na exteriér a která se chovaní hlavně ve voliérách. Jsou starou skupinou plemen, která největšího rozkvětu dosáhla v Orientu, odkud se rejdiči rozšířili na západ do Evropy.
Akrobatický let rejdičů, vzdušný rej, je chovatelskou prací zvýrazněný svatební let holubů. Každé plemeno rejdiče létá trochu jinak, jedná se o hladký let v hejnu s prudkými obraty, spirálovitý výškový let, sloupový let nebo provádění přemetů v letu, jak je to vlastní valivým rejdičům, rolerům.
Podle exteriérových znaků, především podle délky zobáku, se rejdiči dále dělí na tři skupiny, rejdiče krátkozobé, dlouhozobé a středozobé.

## Krátkozobí rejdiči
Krátkozobí rejdiči jsou exteriérově velice prošlechtěnými plemeny. Charakteristickým znakem ptáků je široké a vysoké čelo, které může být rovné a kolmé nebo i vykloněné dopředu, a velmi krátký, široce nasazený zobák. Kvůli krátkému zobáku, který brání krmení holoubat, se v chovu krátkozobých rejdičů často používají chůvky.
V České republice je nejznámějším zástupcem této skupiny pražský krátkozobý rejdič, jemuž je velmi podobný vídeňský krátkozobý rejdič. Ve světě je často chován budapešťský krátkozobý rejdič. Dalšími plemeny je berlínský krátkozobý rejdič, ceglédský krátkozobý rejdič, hamburský krátkozobý rejdič, královecký rejdič, kalot, proslulý anglický dlouholící rejdič a jemu podobný anglický šort.

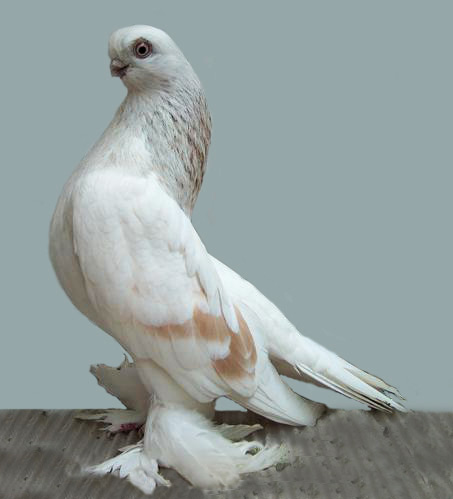
Berlínský krátkozobý rejdič
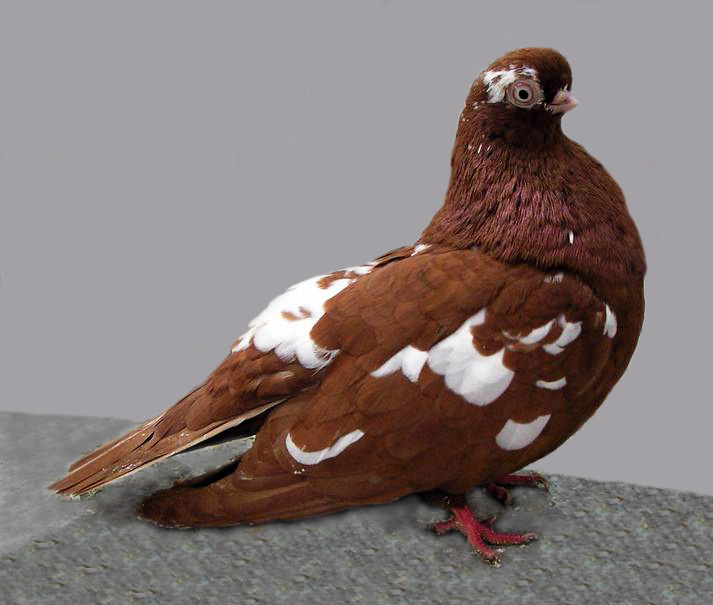
Anglický šort
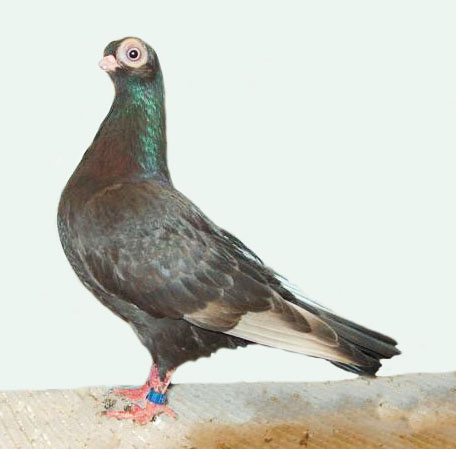
Budapešťský krátkozobý rejdič
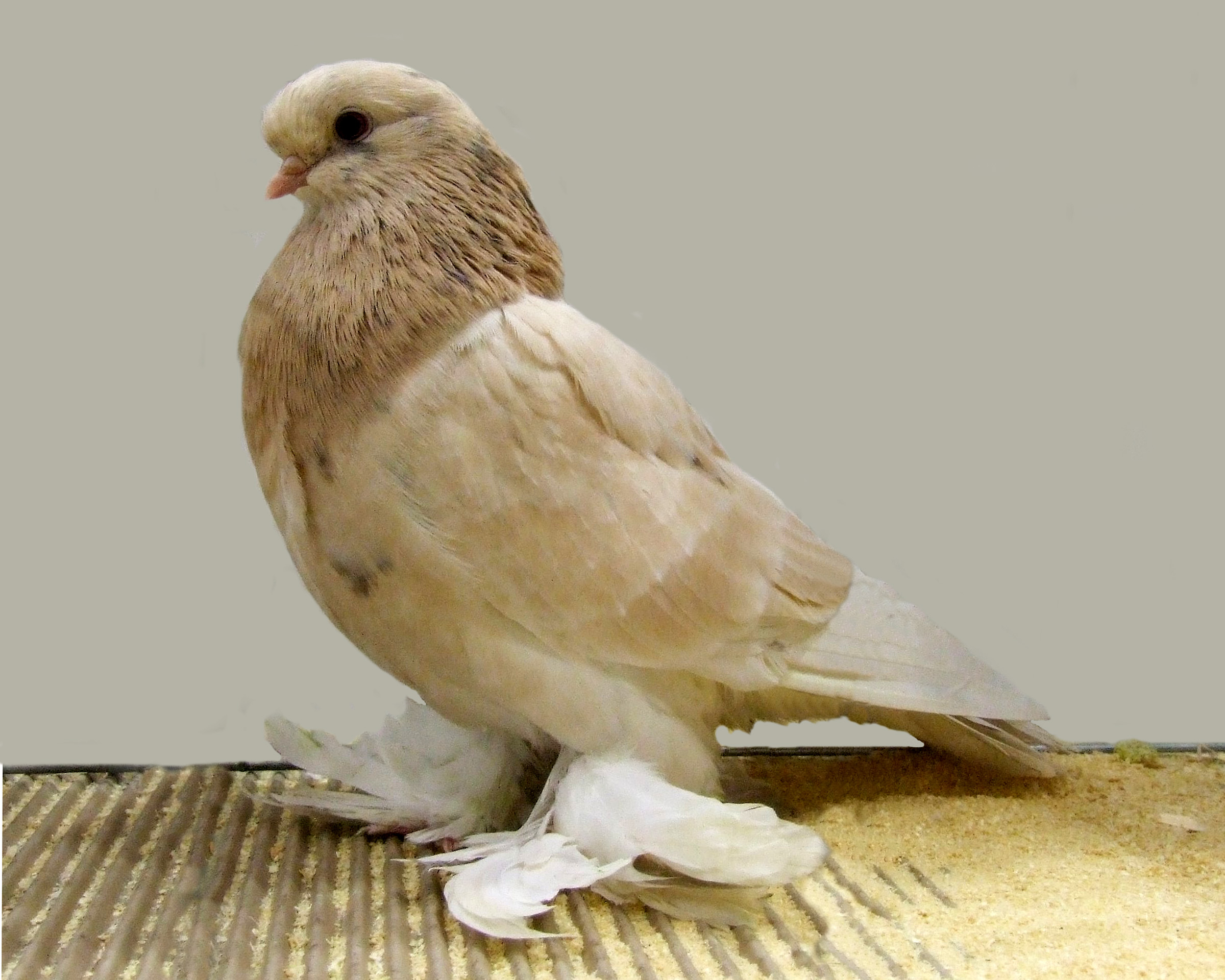
Anglický dlouholící rejdič

## Dlouhozobí rejdiči
U dlouhozobých rejdičů se šlechtění exteriéru ubíralo opačným směrem než u rejdičů krátkozobých. Jsou to ptáci štíhlých tvarů, u kterých profil hlavy přechází v zobák v jedné linii, bez vyvinutého čela. Jsou to dobří letci a mohou samostatně odchovávat mláďata. V Česku však nejsou příliš rozšíření.
Mezi dlouhozobé rejdiče patří anglická a polská straka, dánská straka, vídeňský a německý dlouhozobý rejdič, gdaňský sokol, či stargardský rejdič, který je nápadný potřesem esovitě zahnutého krku a proto se nazývá třasokrčka.

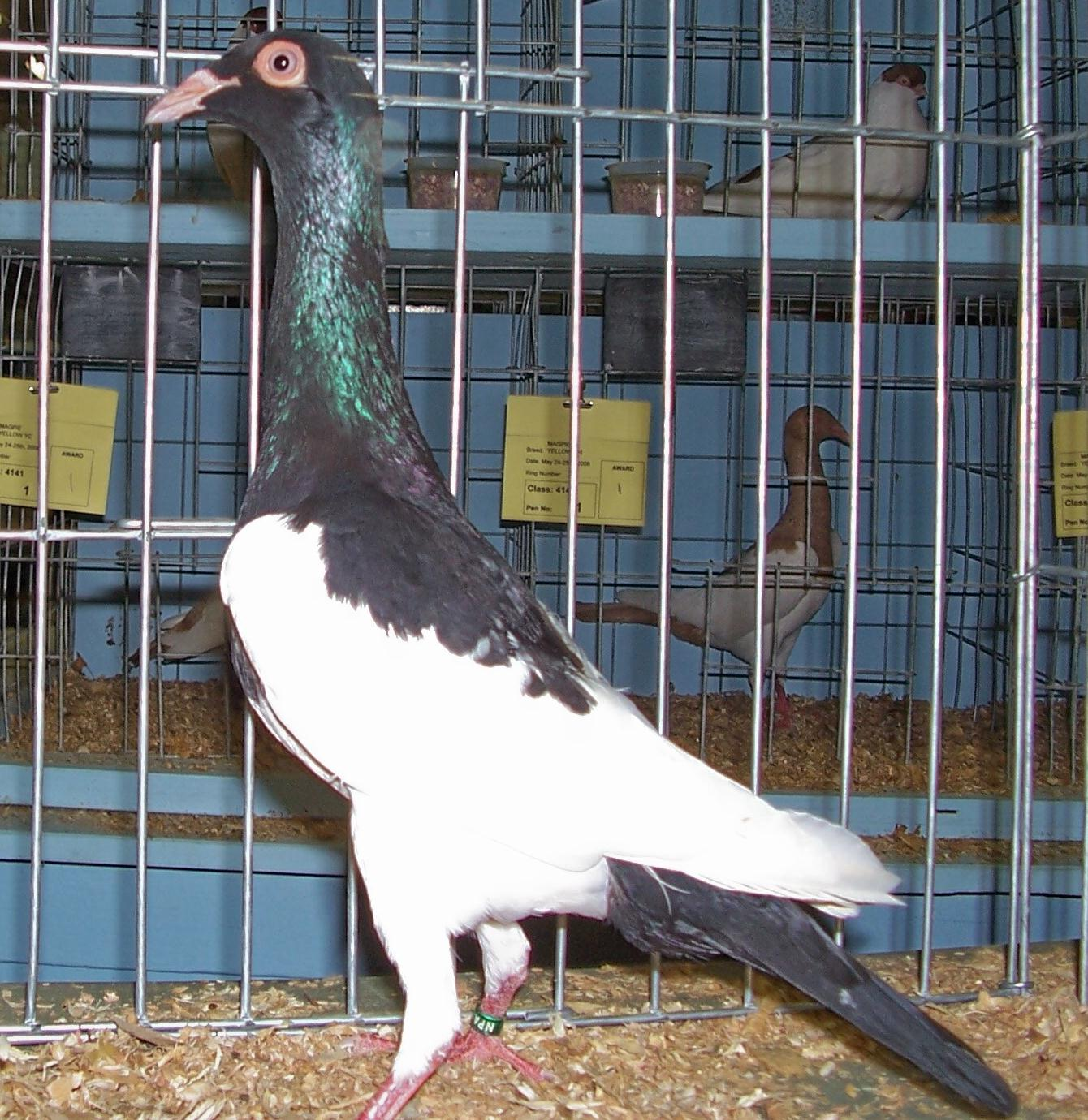
Anglická straka
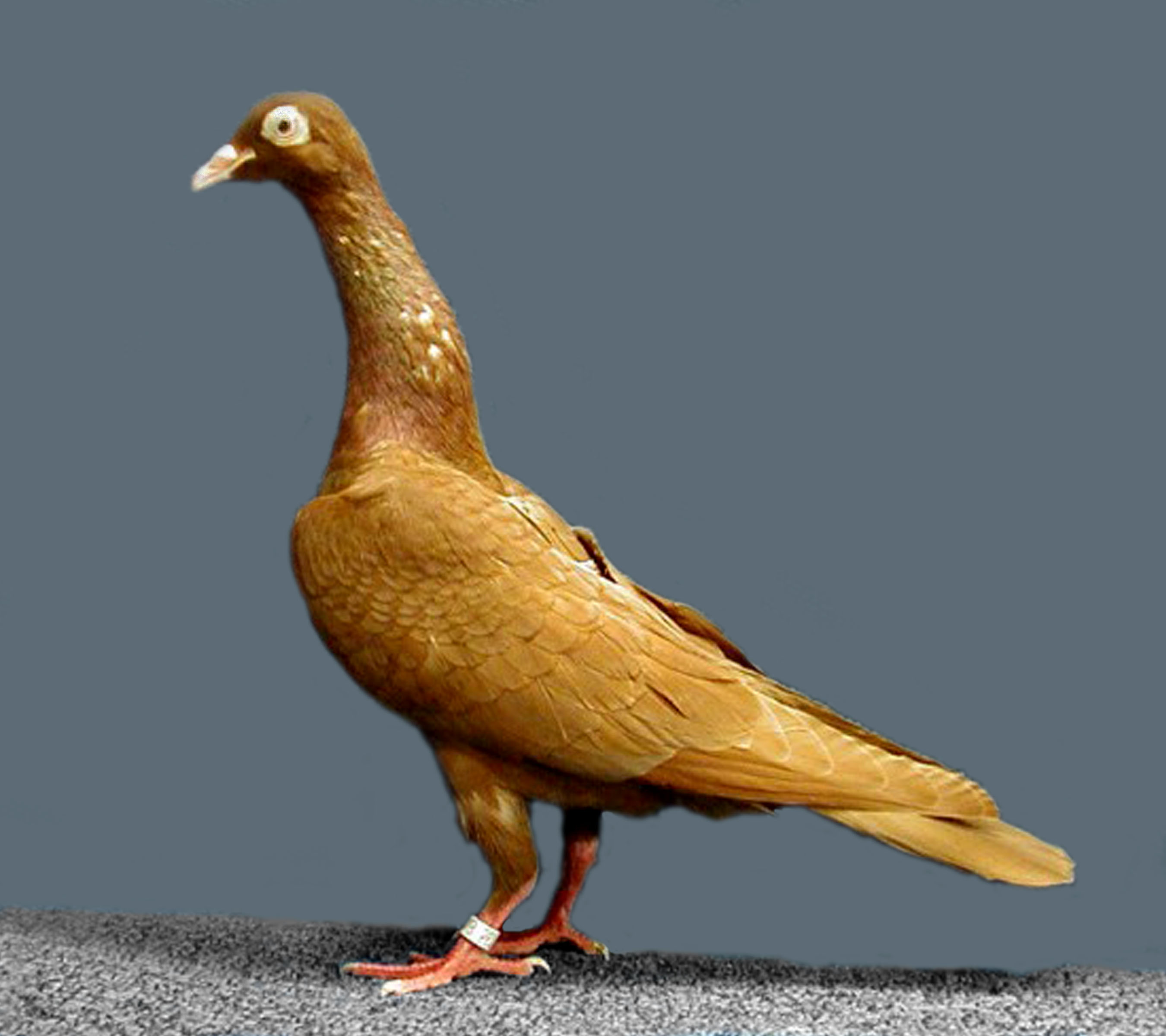
Stargardský rejdič
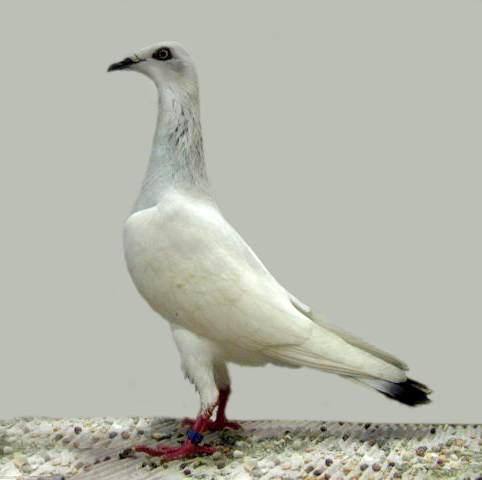
Polský dlouhozobý rejdič
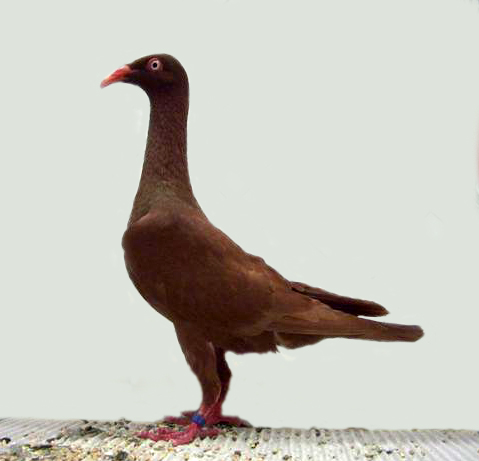
Německý dlouhozobý rejdič

## Středozobí rejdiči
Středozobí rejdiči nemají obecně žádné zvýrazněné tělesné znaky a mezi těmito plemeny jsou nejvýkonnější letci. I mezi středozobými rejdiči jsou však plemena šlechtěná pouze na exteriér a okrasný chov, jako je komárenský rejdič, jeptiška či holokrčka, tato plemena jsou především výstavní. Pro okrasu se chová také český rejdič, komárenský rejdič a košický valivý rejdič. Mezi plemena středozobých rejdičů, která jsou výkonná letem, patří především orientální roler, birminghamský rejdič a tippler, dále budapešťský vysokoletec, nikolajevský rejdič a z českých plemen i rakovnický kotrlák a pražský středozobý rejdič. Mezi střednězobé rejdiče se dále řadí tzv. tleskači, kteří v letu slyšitelně pleskají křídly a dělají přemety ve vzestupném letu, a postavoví rejdiči, kteří mají vztyčený plochý ocas, svěšená křídla a dlouhý zakloněný krk a kteří připomínají pávíka.

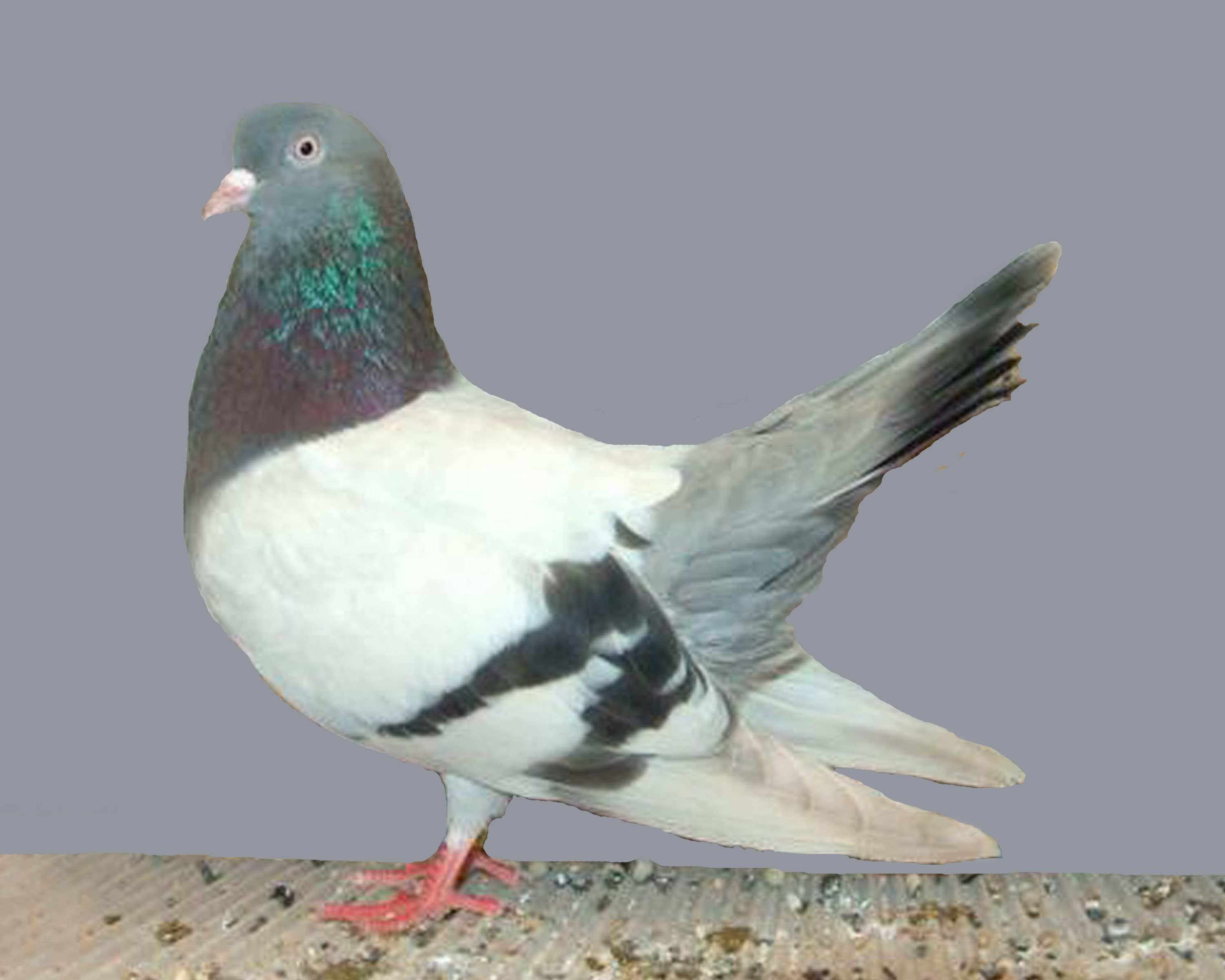
Orientální roler
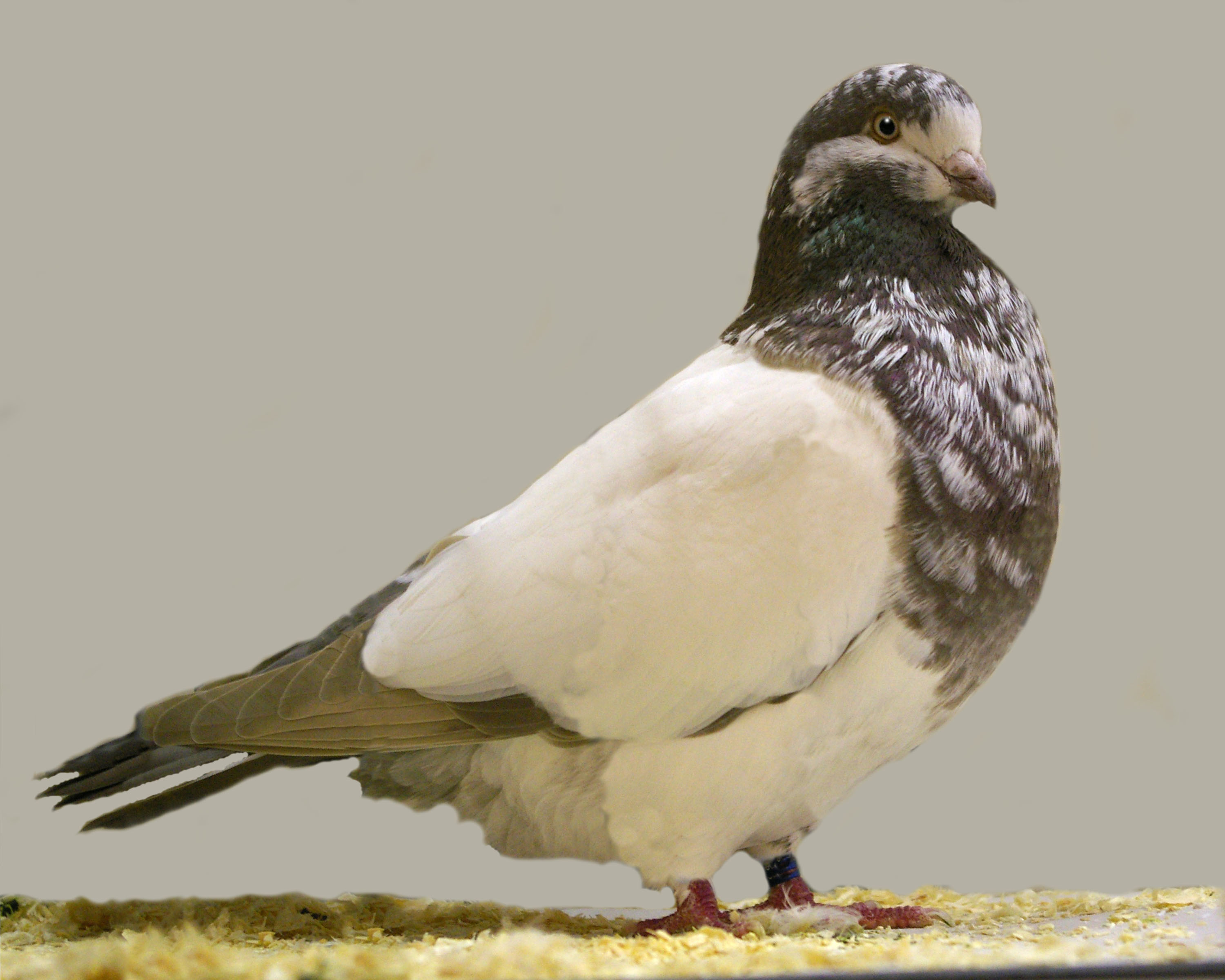
Tippler
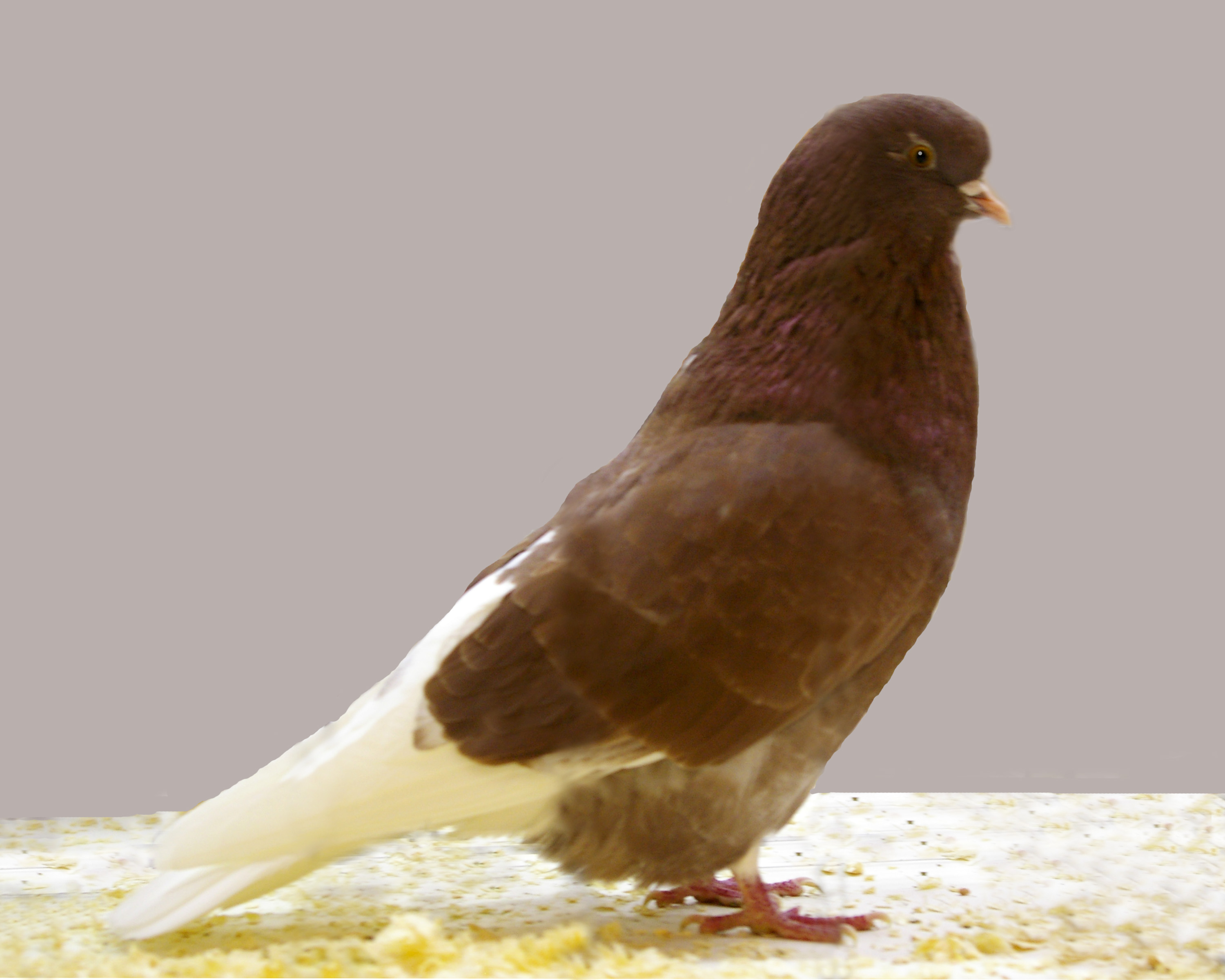
Birminghamský rejdič
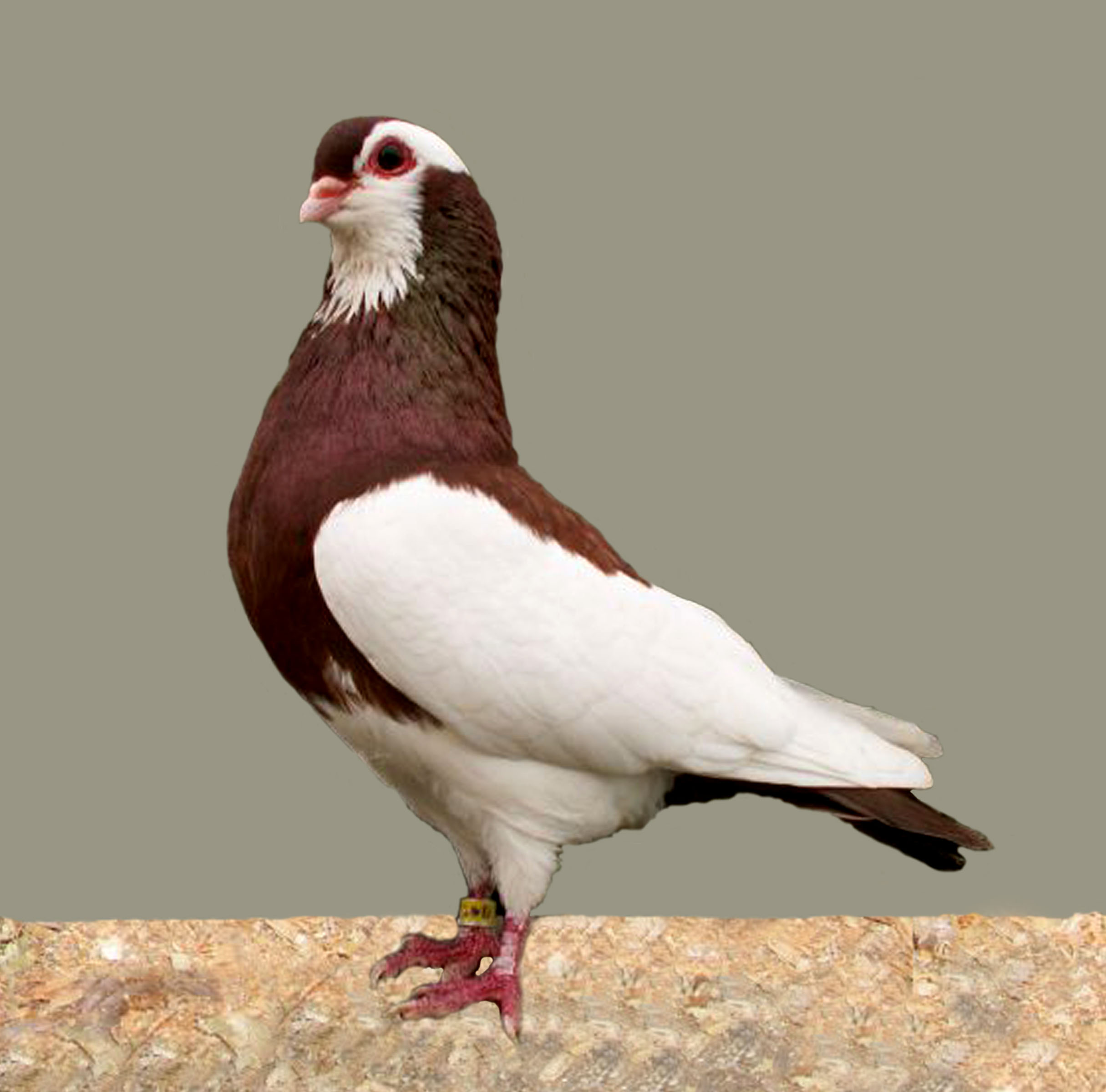
Rakovnický rejdič
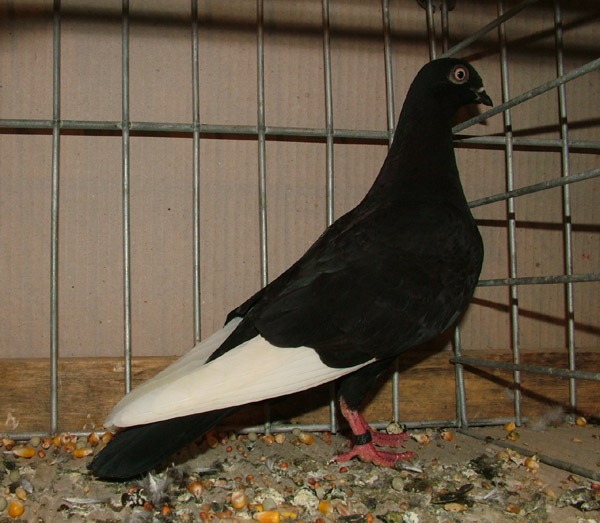
Budapešťský vysokoletec
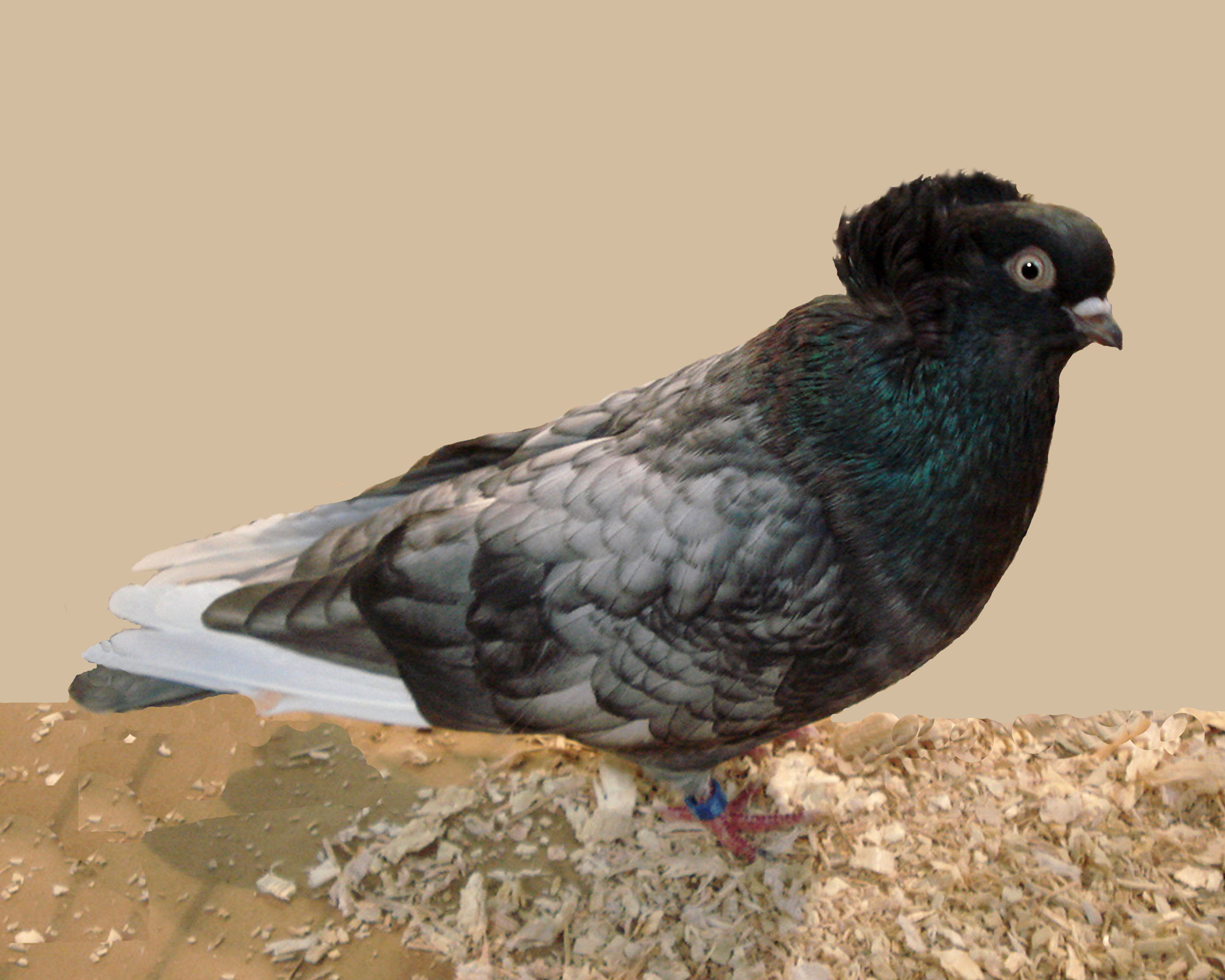
Komárenský rejdič
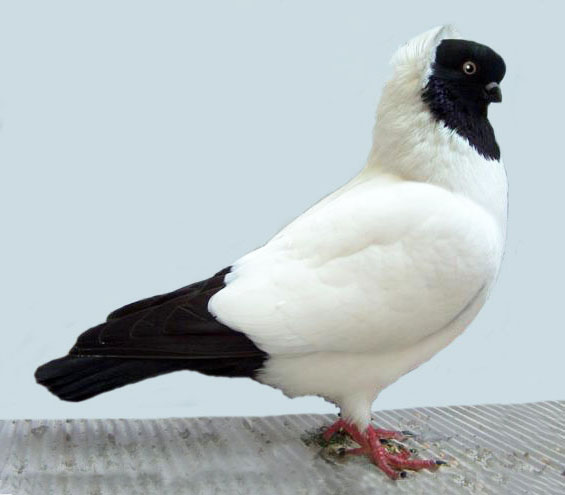
Jeptiška
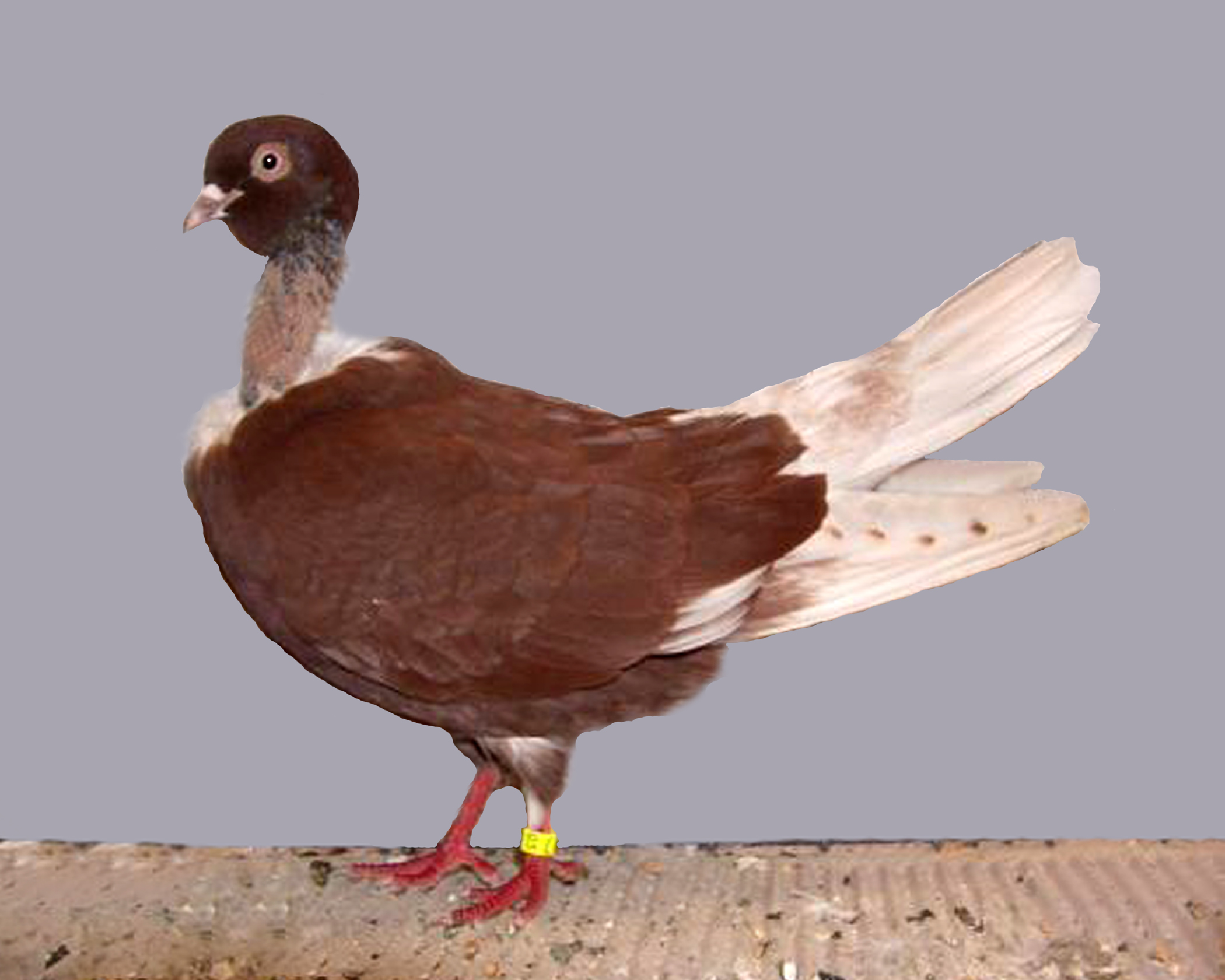
Holokrčka